# Athysanini
Tribu
Les Athysanini sont une tribu d'insectes de l'ordre des hémiptères (les hémiptères sont caractérisés par leurs deux paires d'ailes dont l'une, en partie cornée, est transformée en hémiélytre) de la famille des Cicadellidae.
Ces insectes communément appelés cicadelles, sont des insectes sauteurs et piqueurs et ils se nourrissent de la sève des végétaux grâce à leur rostre.

## Liste des genres
Selon BioLib (20 février 2018) :
- Amblytelinus Lindberg, 1954
- Anoplotettix Ribaut, 1942
- Artianus Ribaut, 1942
- Biluscelis Dlabola, 1980
- Bilusius Ribaut, 1942
- Bobacella Kusnezov, 1929
- Brachypterona Lindberg, 1954
- Colladonus Ball, 1936
- Colobotettix Ribaut, 1948
- Condylotes Emeljanov, 1959
- Conosanus Osborn & Ball, 1902
- Coulinus Beirne, 1954
- Doliotettix Ribaut, 1942
- Dudanus Dlabola, 1956
- Ederranus Ribaut, 1942
- Elymana De Long, 1936
- Eohardya Zachvatkin, 1946
- Euscelidius Ribaut, 1942
- Euscelis Brullé, 1832
- Graphocraerus Thomson, 1869
- Handianus Ribaut, 1942
- Hardya Edwards, 1822
- Hesium Ribaut, 1942
- Idiodonus Ball, 1936
- Laburrus Ribaut, 1942
- Limotettix J. Sahlberg, 1871
- Macustus Ribaut, 1942
- Melillaia Linnavuori, 1971
- Mimallygus Ribaut, 1948
- Miraldus Lindberg, 1960
- Mocydia Edwards, 1922
- Mocydiopsis Ribaut, 1939
- Neoreticulum Dai, 2009
- Nephotettix
- Ophiola Edwards, 1922
- Orientus DeLong, 1938
- Osbornellus Ball, 1932
- Oxytettigella Metcalf, 1952
- Paluda DeLong, 1937
- Paramesodes Ishihara, 1953
- Perotettix Ribaut, 1942
- Phycotettix Haupt, 1929
- Pithyotettix Ribaut, 1942
- Proceps Mulsant & Rey, 1855
- Rhopalopyx Ribaut, 1939
- Rhytistylus Fieber, 1875
- Sardius Ribaut, 1946
- Scaphoideus Uhler, 1889
- Selachina Emeljanov, 1962
- Selenocephalus Germar, 1833
- Sotanus Ribaut, 1942
- Speudotettix Ribaut, 1942
- Stenometopiellus Haupt, 1917
- Stictocoris Thomson, 1869
- Streptanus Ribaut, 1942
- Streptopyx Linnavuori, 1958
- Taurotettix Haupt, 1929

## Publication originale
- (en) Edward Payson Van Duzee, « A synoptical arrangement of the genera of the North American Jassidæ, with descriptions of more new species », Transactions of the American Entomological Society, vol. 19,‎ 1892, p. 295-307 (ISSN 0002-8320 et 2162-3139, JSTOR 25076589, lire en ligne).